# Anholt (Alemania)
Anholt es una antigua ciudad en el distrito de Borken en el estado federado alemán de Renania del Norte-Westfalia. Desde 1975, es parte del municipio de Isselburg. Su población es de 3360 (2011). Anholt era la residencia de los Señores de Anholt. Era la capital del Principado de Salm-Salm; la familia de Salm (también con el título de Duques de Hoogstraten) todavía reside en el Castillo de Anholt.
Anholt tiene frontera con los Países Bajos al norte y al oeste y con Renania al sur. La población se halla en el extremo occidental de la región de Münster, Westfalia.
El Castillo de Anholt, cuya parte más antigua data del siglo XII, fue restaurado después de la II Guerra Mundial. Está rodeado por un foso, un jardín barroco y un parque de estilo inglés. Una de las alas del castillo se ha convertido en un museo, que alberga la colección de arte de la familia Salm. El antiguo ayuntamiento fue construido en 1567. La iglesia católica de San Pancracio fue construida entre 1851 y 1862.

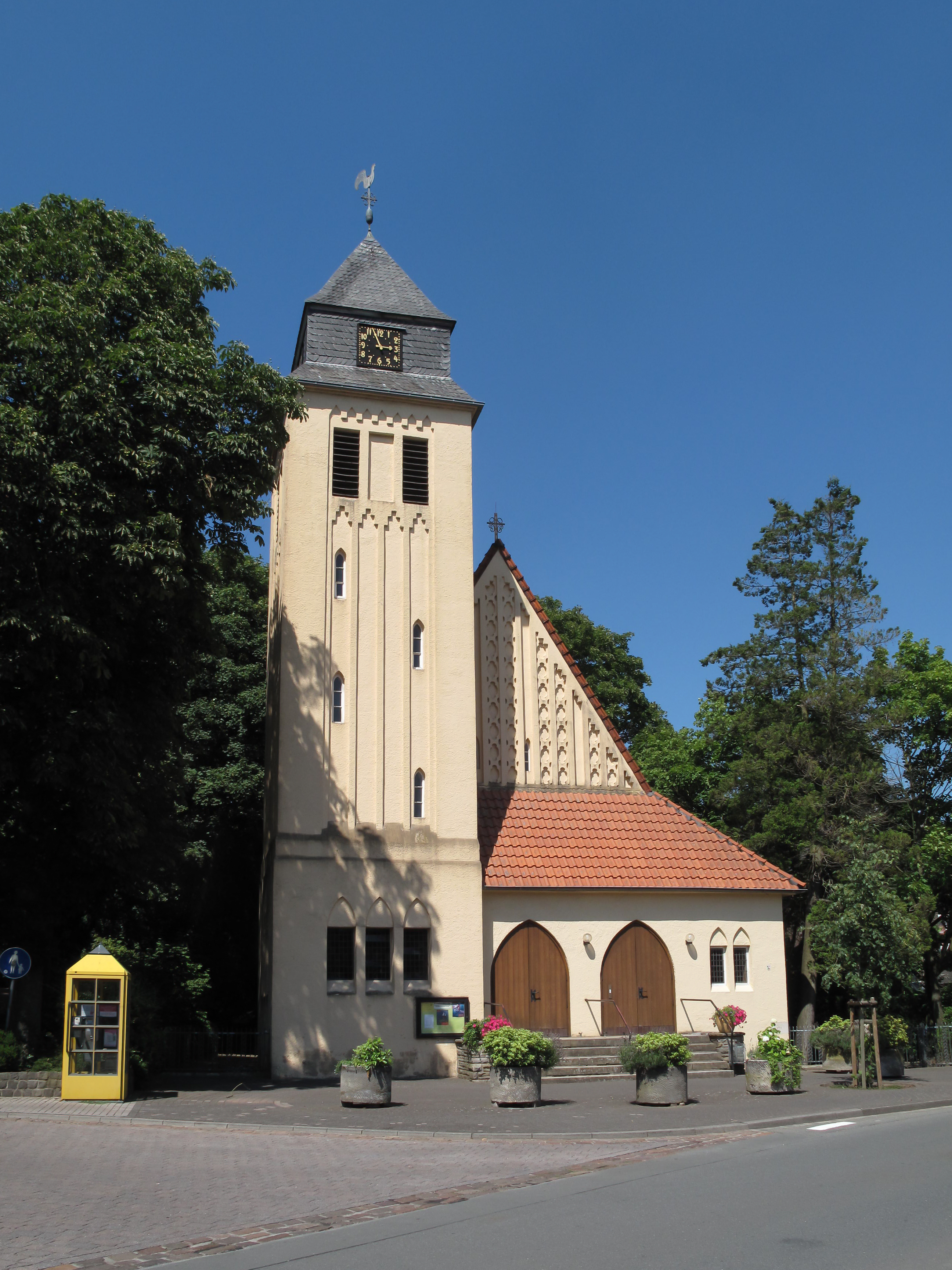
Iglesia de la Paz
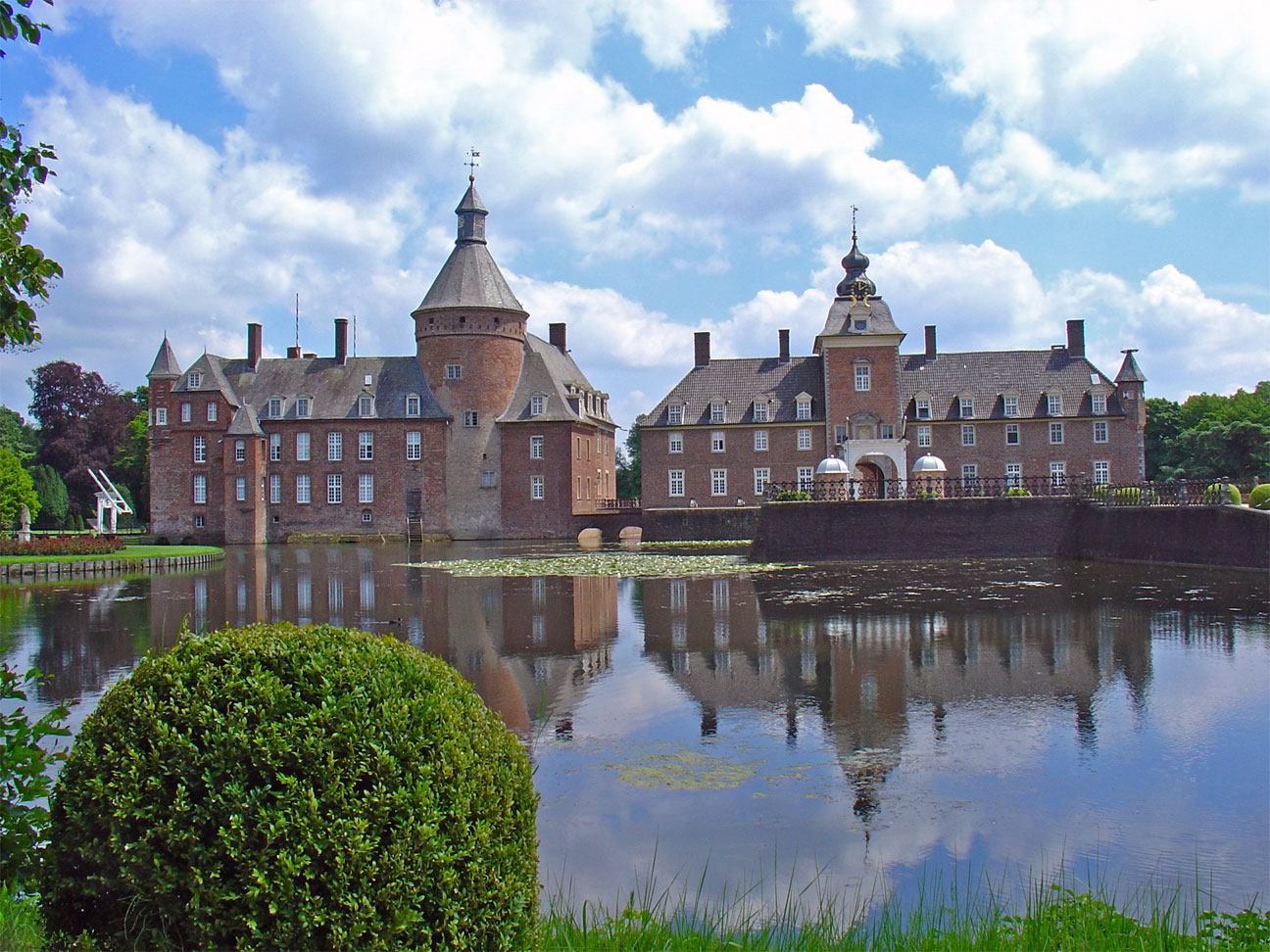
Castillo
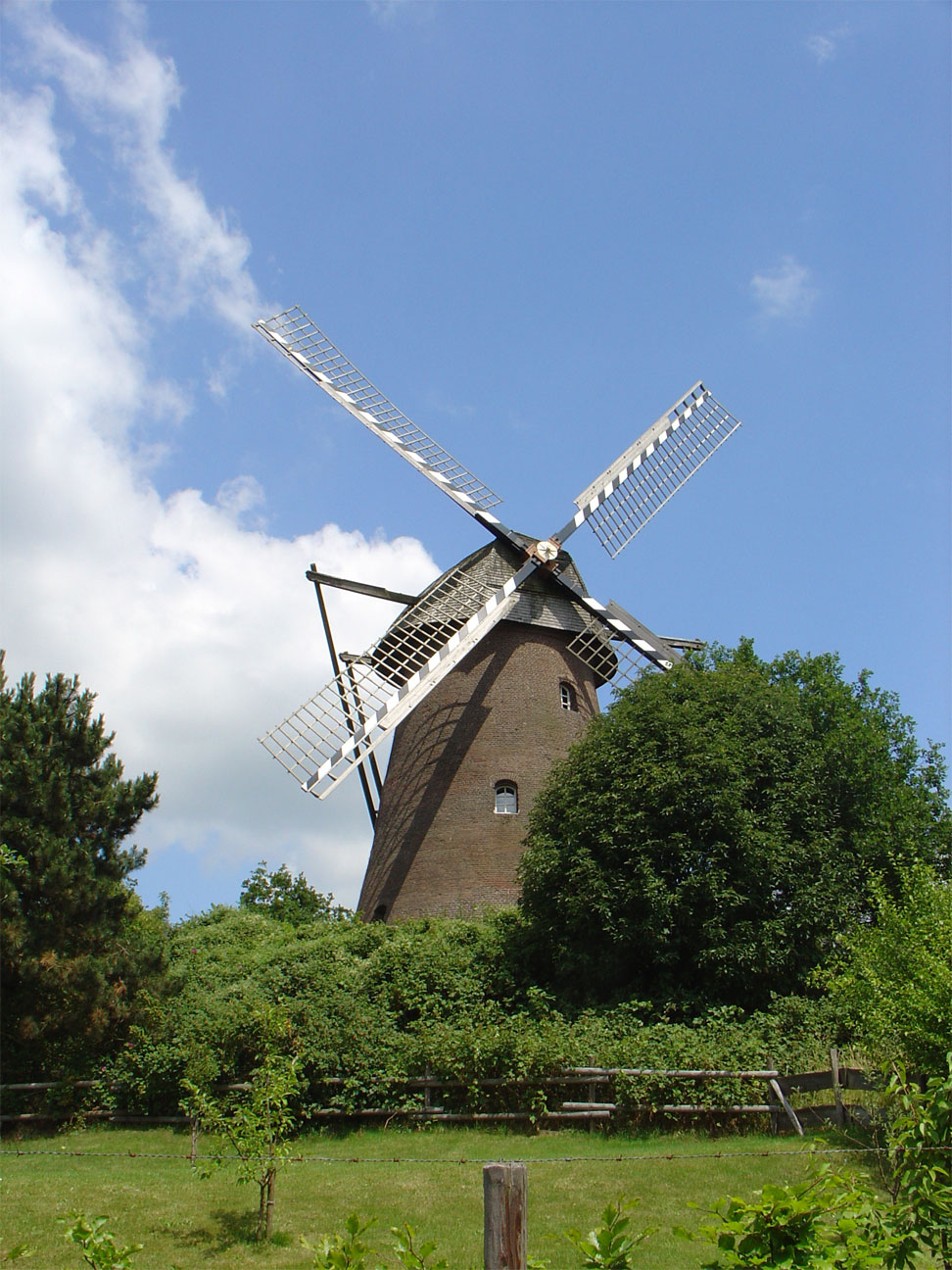
Molino de Anholt
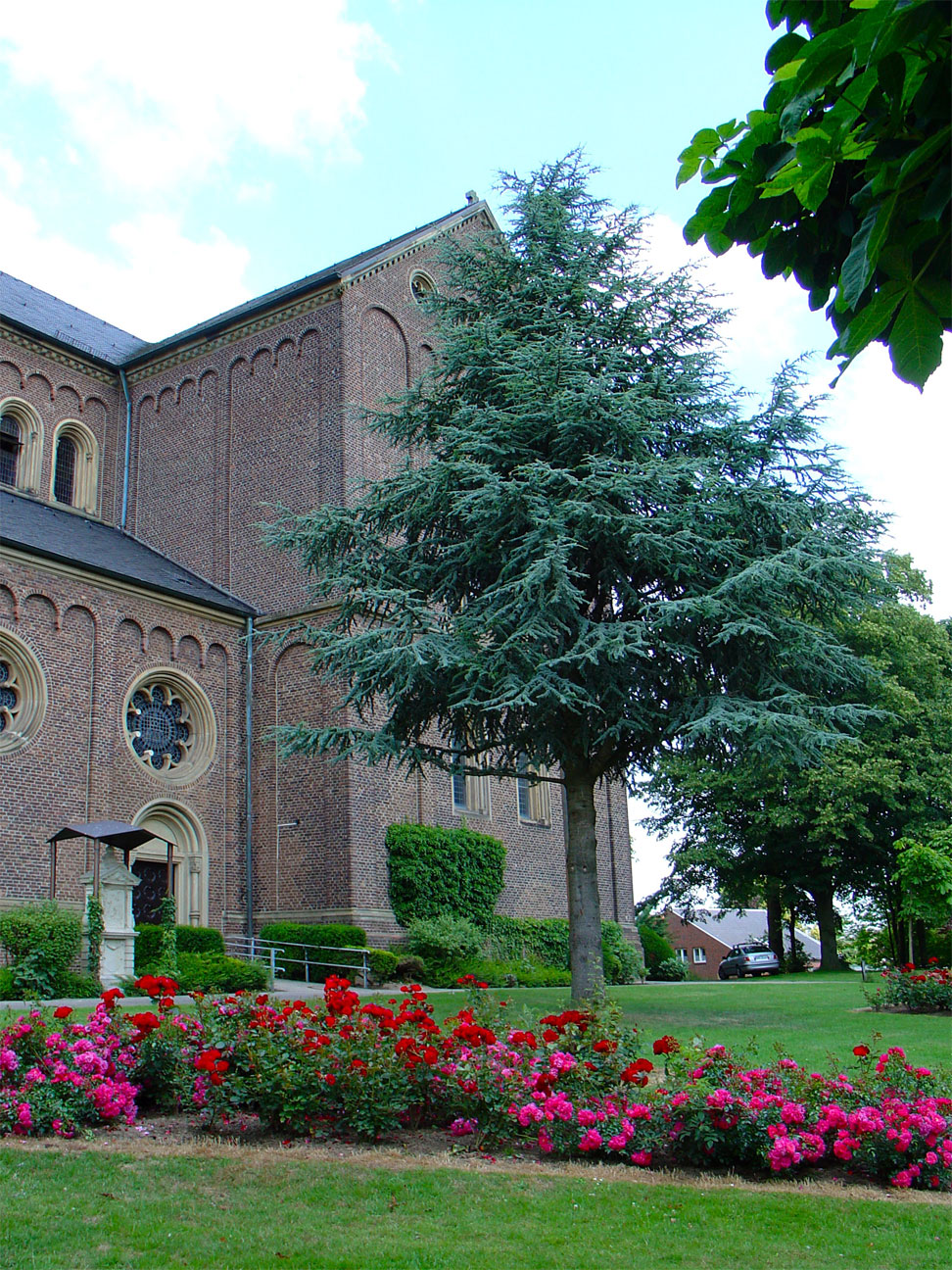
Iglesia de San Pancracio
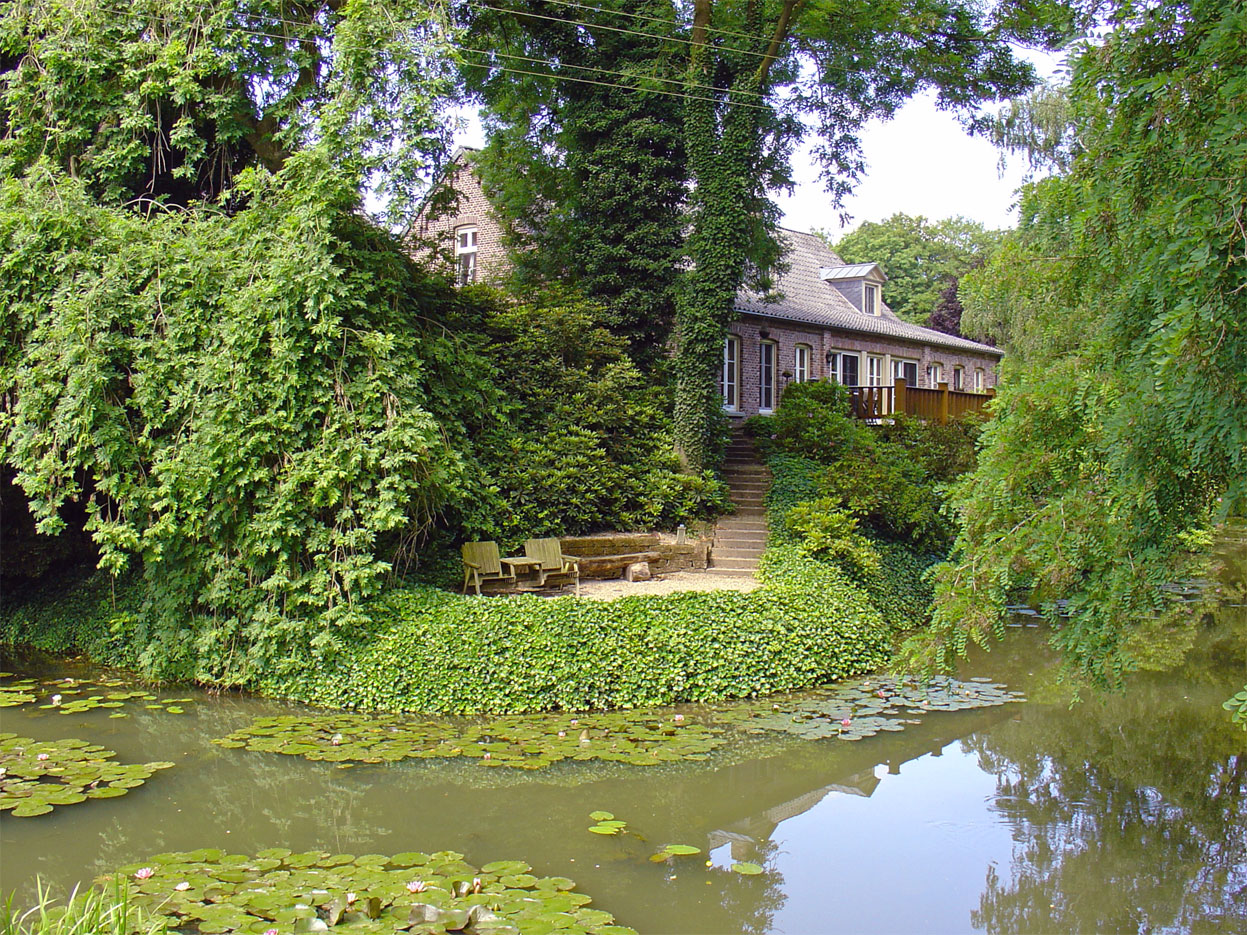
Casa Hardenberg
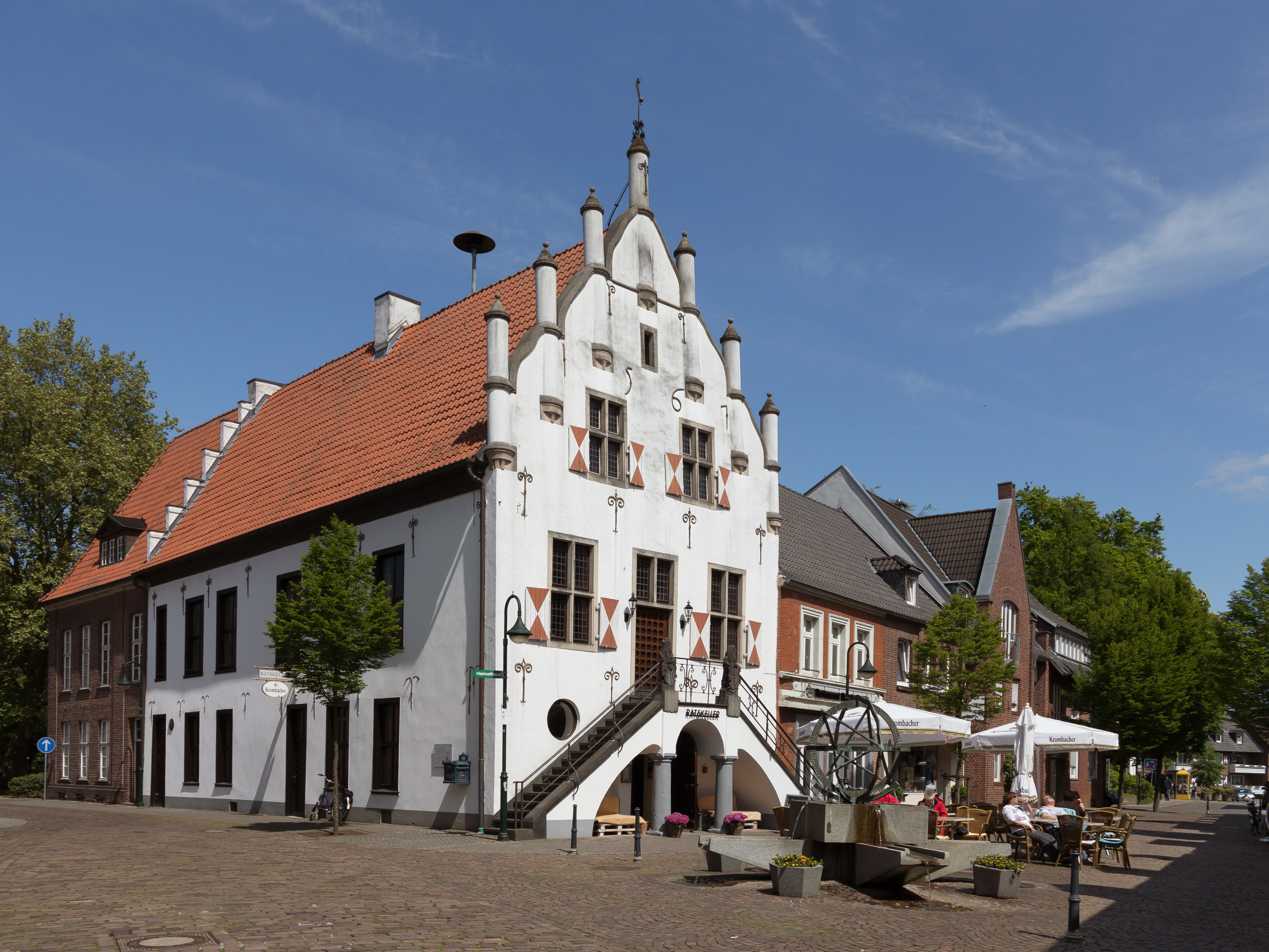
Antiguo Ayuntamiento